# Nudelman-Rihter NR-23
Nudelman-Rihter NR-23 je sovjetski zrakoplovni automatski top koji je imao široku primjenu u vojnim zrakoplovima Sovjetskog Saveza i zemalja Varšavskog pakta. Automatski top su dizajnirali A.E. Nudelman i A.A. Rihter. U službu je ušao 1949. te je zamijenio topove Nudelman-Suranov NS-23 i Volkov-Jarcev VJ-23.
NR-23 je jednocijevni top kalibra 23 mm. Sličan je modelu NS-23 ali s mehaničkim poboljšanjima kojima je povećana brzina paljbe za 50%. U teoriji, ona je iznosila 850 granata u minuti dok je u testiranju koje je proveo USAF na zarobljenom oružju, postignuta realna paljba od 650 granata u minuti.
Top je kasnije zamijenjen automatskim topom Afanasev Makarov AM-23 koji je imao veću brzinu paljbe. NR-23 se osim kod lovaca, koristio i kao defenzivno oružje sovjetskih bombardera smješteno na repnoj kupoli. Bombarderska inačica AM-23 radi na pozajmnicu plinova, teška je 43 kg te ima znatno veću brzinu paljbe (1200 do 1300 granata u minuti).
Kineska industrija oružja Norinco je za potrebe vlastite vojske proizvodila kopije pod nazivima Type 23-1 (NR-23) i Type 23-2 (AM-23).
Postoji i inačica topa koja je namijenjena korištenju u svemiru a bila je instalirana na sovjetsku svemirsku stanicu Salut, inačicu vojne svemirske postaje Almaz.
NR-23 se smatra vjerojatno najkorištenijim zrakoplovnim topom svojeg doba. Sredinom 1960-ih zamijenio ga je sovjetski dvocijevni top Grijazev-Šipunov GŠ-23. Također, na temelju Nudelmana NR-23 razvijena je i snažnija inačica NR-30 kalibra 30 mm koju su koristili MiG-19, Su-22 te neki modeli MiG-21.

## Inačice
- NR-23 - inačica namijenjena lovcima
- Norinco Type 23-1 - kineska kopija NR-23
- AM-23 - inačica namijenjena bombarderima
- Norinco Type 23-2 - kineska kopija AM-23

## Platforme
- NR-23 (inačica namijenjena lovcima kao ofenzivno oružje)
  - MiG-15
  - MiG-17
  - MiG-19
  - Lavočkin La-15
- AM-23 (inačica namijenjena bombarderima kao defenzivno oružje)
  - Antonov An-12
  - Iljušin Il-28
  - Mjasiščev M-4
  - Tupoljev Tu-14
  - Tupoljev Tu-16
  - Tupoljev Tu-22
  - Tupoljev Tu-95 / Tu-142
  - Tupoljev Tu-98 (top je postavljen samo na prototip)

## Vanjske poveznice
- [Christian Koll: "Soviet Cannon - A Comprehensive Study of Soviet Arms and Ammunition in Calibres 12.7mm to 57mm", 2009., Austria: Koll, 136. str., ISBN 978-3-200-01445-9.]